# Edifici d'habitatges a Sant Ponç
L'Edifici d'habitatges a Sant Ponç és una obra de Girona inclosa a l'Inventari del Patrimoni Arquitectònic de Catalunya.

## Descripció
Edifici d'habitatges situat a la riba esquerra del riu Ter, a prop de la sortida nord de la ciutat. La construcció està disposada en forma de ventall -fet que permet obrir les estances a les millors vistes-, un ventall que també es produeix en volum, de manera que l'edifici presenta un creixement esglaonat. A les façanes, els balcons rectangulars es presenten de manera simètrica a cada planta. La caixa d'escales i de l'ascensor actua com a centre de l'espiral ascendent. Cadascun dels habitatges és de 60 m2, amb dos dormitoris. Tots s'obren a l'interior i les cuines donen al distribuïdor d'accés, el qual, al seu torn, és exterior i adopta un caràcter de galeria.
El projecte va guanyar el Premi FAD d'Arquitectura.